# Tongva (llengua)

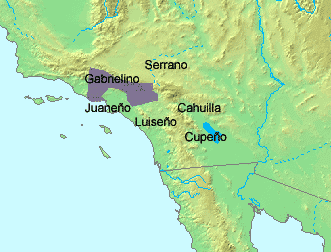
Distribució del Tongva

El Tongva (també coneguda com a Gabrielino o Gabrieleño) era una llengua de les llengües takic de la família lingüística uto-asteca parlada pels tongva, un poble d'amerindis dels Estats Units que vivia al voltant de Los Angeles (Califòrnia). La llengua és força relacionada amb el serrano i el cahuilla.
Els últims parlants fluids de tongva van viure a començaments del segle xx. La llengua està documentada principalment en les notes de camp inèdites que John Peabody Harrington va fer durant aquest temps. El " JP Harrington Project", desenvolupat pel Smithsonian a través d'UC Davis, aplega les seves notes de la llengua tongva i aproximadament 6.000 pàgines van ser codificades per a documentació per un membre tongva que va trigar 3 anys en assonlir.
Hi ha afirmacions que els darrers parlants de tongva haurien mort en la dècada del 1970, però no hi ha verificació independent que aquests individus hagin estat parlants fluids.
Algunes proves de la llengua han sobreviscut en la toponímia del Sud de Califòrnia, com Pacoima, Tujunga, Topanga, Azusa, Cahuenga a Cahuenga Pass, i Cucamonga a Rancho Cucamonga.

## Revitalització de la llengua
Cap al 2012 membres dels contemporani consell tribal tongva (gabrieleño) estan duent a terme intents per tal de reviure la llengua, fent ús de vocabularis escrits en comparació amb membres millor acreditats de les llengües takic a les quals pertany el tongva i per l'oferiment de classes.

## Fonologia
La següent és una llista de les consonants de la llengua tongva. Entre parèntesis és l'ortografia del so específic. Cal tenir en compte que hi ha diverses ortografies per a l'idioma tongva i algunes lletres representen més d'un so i, per tant, alguns sons poden tenir múltiples formes de ser escrit.

### Consonants
|            |            | Bilabial | Labio- dental | Alveolar | Post- alveolar | Palatal   | Velar       | Uvular      | Glotal |
| ---------- | ---------- | -------- | ------------- | -------- | -------------- | --------- | ----------- | ----------- | ------ |
| Nasal      | Nasal      | m (m)    | ɱ (m)         | n (n)    |                |           | ŋ (ng~n)    |             |        |
| Oclusiva   | sorda      | p (p)    |               | t (t)    |                |           | k (k~c~qu)  |             | (ʔ)    |
| Oclusiva   | sonora     | b (b)    |               | d (d)    |                |           | ɡ (g~gu)    |             |        |
| Fricativa  | sorda      | ɸ (p)    | f (p~v~f)     | s (s)    | ʃ (sh~ch)      | ç (h~r)   | x ~ χ (h~g) | x ~ χ (h~g) |        |
| Fricativa  | sonora     | β (b)    | v (v~w)       | z (z)    | ʒ (x~sh~ch)    | ʝ (y~x~j) | ɣ (x~h)     | ʁ (r)       | ɦ (h)  |
| Vibrant    | Vibrant    |          |               | r (r)    |                |           |             |             |        |
| Aproximant | Aproximant | ʋ-ʍ (w)  | ʋ-ʍ (w)       | l (l)    |                | j (y~j)   |             |             |        |

## Morfologia
El tongva és una llengua aglutinant, on les paraules utilitzen sufixos complexos per a una varietat de propòsits amb diversos morfemes enfilats.

## Vocabulari

### El parenostre[4]
El parenostre és anomenat 'Eyoonak en tongva. El següent text era derivat dels registres de les antigues missions.
| « | 'Eyoonak 'Eyoonak, 'eyooken tokuupanga'e xaa; hoyuuykoy motwaanyan; moxariin mokiimen tokuupra; maay mo'wiishme meyii 'ooxor 'eyaa tokuupar. Hamaare, 'eyoone' maxaare' 'wee taamet, koy 'oovonre' 'eyoomamaayntar momoohaysh, miyii 'eyaare 'oovonax 'eyoohiino 'eyooyha'; koy xaare' maayn 'iitam momoohaysh, koy xaa mohuu'esh. 'Wee menee' xaa'e. | » |

### Recull de C. Hart Merriam (1903)[5]
(Merriam es refereix a ells com els Tongvā)
Números
1. Po-koo /bo'kʰøː/
2. Wěh-hā /ʋɛj'χɒː/
3. Pah-hā /pa'χɒː/
4. Wah-chah /ʋa'ʃɒχ/
5. Mah-har /ma'χɒʁ/
6. Pah-vah-hā /pa'va'χɒː/
7. Wah-chah-kav-e-ah /ʋa'ʃa'kʰav̥eʲa/
8. Wa-ha's-wah-chah /ʋa'χz̥ʷaʃa/
9. Mah-ha'hr-kav-e-ah /ma'χaɣ̥ʁ'kʰav̥eʲa/
10. Wa-hās-mah-hah'r /ʋa'χɑz'ma'χaɣ̥ʁ/
11. Wa-hā's-mah-hah'r-koi-po-koo /ʋa'χɑz'ma'χaɣ̥ʁ' kʰoi'bokʰu/
12. Wa-hā's-mah-hah'r-koi-wěh-hā /ʋa'χɑz'ma'χaɣ̥ʁ' kʰoi'ʋɛj'χɒː/

Ós grizzly
hoó-nahr /χœ'naʁ/
hoon-nah /χun'na/ (subject)
hoon-rah /χun'ra/ (object)
Ós negre
pí-yah-hó-naht /pija'χø'natʰ/

### Recull d'Alexander Taylor (1860)[5]
Números
1. po-koo /po'kʰø/
2. wa-hay /ʋa'χai/
3. pa-hey /ʋa'χai/
4. wat-sa /ʋa'tsa/
5. mahar /maχʁ/
6. pawahe /paʋaχe/
7. wat-sa-kabiya /ʋa'tsa'kʰaβɨjɒː/
8. wa-hish-watchsa /ʋa'χɪʃwatsʒz̥ɒː/
9. mahar-cabearka /maχar'çaβir'kʰɒː/
10. wa-hish-mar /ʋa'χɪʃ'mar'/

Taylor afirma "no compten més enllà de deu"
ós
hoo-nar /χø'nar/

### Recull del Dr. Oscar Loew (1875)[5]
Números
1. pu-gu' /pu'guʲ/
2. ve-he' /vɛ'χɛʲ/
3. pa'-hi /pʰa'çi/
4. va-tcha' /va'tsʃaʲ/
5. maha'r /maχ'aʁ/
6. pa-va'he /pʰa'vaʝe/
7. vatcha'-kabya' /va'tsʃaʲ kʰabʲɒː/
8. vehesh-vatcha' /vɛχɛʃ'va'tsʃaʲ/
9. mahar-kabya' /maχ'aʁ'kʰabʲɒː/
10. vehes-mahar /vɛχɛs'ma'χar/
11. puku-hurura /bukʰy'χurura/
12. vehe-hurura /vɛ'χɛ'χurura/

Ós
unar /œ'nar/

### Recull de Charles Wilkes, USN (1838-1842)[5]
Números
1. pukū
2. wehē
3. pāhe
4. watsā

Ós
hundr

### Altres fonts
- guineu del desert: erow[6]
- Pacoima = de l'arrel Pako entrar, significa entrada
- Tujunga = de la paraula arrel anciana' tux'uu
- Azusa = de la paraula -shuuk 'Ashuuksanga = la seva àvia

### Toponímia
La taula de baix dona alguns noms de llocs en tongva i en espanyol.
| Anglès         | Tongva  | IPA        |
| -------------- | ------- | ---------- |
| Los Angeles    | Yaa     | /jɒː/      |
| San Bernardino | Wa'aach | /ʋaj'ɒʃ/   |
| San Gabriel    | Shevaa  | /sʃe'vɒː/  |
| San Pedro      | Chaaw   | /ʃɒːʋ/     |
| Santa Ana      | Hotuuk  | /χo'tʰykʰ/ |
| Santa Monica   | Kecheek | /kʰɛʃeɪkʰ/ |
| Santa Catalina | Pemu    | /bʰɛmɯ/    |